# Любань (Октябрьский район)
Любань (бел. Лю́бань) — агрогородок в Октябрьском районе Гомельской области Беларуси. Административный центр Любанского сельсовета.

## География

### Расположение
В 23 км на юго-восток от Октябрьского, 23 км от железнодорожной станции Рабкор (на ветке Бобруйск — Рабкор от линии Осиповичи — Жлобин), 227 км от Гомеля.

## Транспортная сеть
Транспортные связи по просёлочной, затем автомобильной дороге Октябрьский — Озаричи. Планировка состоит из трёх прямолинейных, параллельных между собой улиц меридиональной ориентации, к которым на севере присоединяется прямолинейная широтная улица. Застройка двусторонняя, деревянная, усадебного типа. В 1986 году построено 50 кирпичных домов, в которых разместились переселенцы из загрязнённых радиацией в результате катастрофы на Чернобыльской АЭС мест.

## История
По письменным источникам известна с XVII века как селение в Минском воеводстве Великого княжества Литовского. В XVIII веке во владении Криштоповичей. После 2-го раздела Речи Посполитой (1793 год) в составе Российской империи, в Бобруйском уезде Минской губернии. С 1797 года во владении арендатора М. С. Чапского. В 1908 году в Рудобельской волости.
С 20 августа 1924 года центр Любанского сельсовета Паричского, с 28 июня 1939 года Октябрьского, с 25 декабря 1962 года Светлогорского, с 30 июля 1966 года Октябрьского районов Бобруйского (до 26 июля 1930 года) округа, с 20 февраля 1938 года Полесской, с 20 сентября 1944 года Бобруйской, с 8 января 1954 года Гомельской области. В 1930 году создан колхоз, работали кирпичный завод, паровая мельница, лесопилка, кузница, столярная мастерская, циркулярка.
Во время Великой Отечественной войны партизаны разгромили в деревне опорный пункт немецких оккупантов. В апреле 1942 года каратели сожгли 5 дворов, убили 85 жителей. В начале декабря 1943 года, когда советская армия вступила в Октябрьскую партизанскую зону, рядом с деревнями Моисеевка, Годуни и Любань с 28 ноября до 21 декабря 1943 года находился разрыв в обороне немецких войск шириной около 10 км, известный как «Рудобельские ворота». В боях около деревни и окрестностях в 1943-44 годах погибли 1100 солдат 28-й армии и 7 партизан (похоронены в братской могиле в центре деревни). Среди похороненных Герои Советского Союза С. Д. Роман и В. М. Сидельников. При прорыве вражеской защиты около деревни отличился батальон во главе с майором П. С. Жуковым (удостоен звания Герой Советского Союза). 71 житель погиб на фронте.
Согласно переписи 1959 года центр колхоза имени Т. П. Бумажкова. Действуют средняя школа, Дом народного творчества, библиотека, детский сад, врачебная амбулатория, отделение связи, комплексно-приёмный пункт, 2 магазина, лесопилка, мельница, швейная мастерская, ветеринарный участок.
До Великой Отечественной войны в состав Любанского сельсовета входила деревня Зимча, сожжённую немецкими оккупантами.

## Население

### Численность
- 2004 год — 165 хозяйств, 390 жителей.

### Динамика
- 1795 год — 13 дворов, 65 жителей.
- 1897 год — 48 дворов, 347 жителей (согласно переписи).
- 1908 год — 50 дворов, 408 жителей.
- 1917 год — 420 жителей.
- 1940 год — 148 дворов 582 жителя.
- 1959 год — 489 жителей (согласно переписи).
- 2004 год — 165 хозяйств, 390 жителей.

## Культура
- Любанский сельский Дом народного творчества — филиал ГУК «Центр культурно-досуговой деятельности Октябрьского района»
- Военно-исторический Музей боевой славы 55 гвардейской стрелковой дивизии 20 ск 28 армии ГУО "Любанская базовая школа имени С. Д. Романа" (1988)[1].

## Достопримечательность
- Братская могила воинов Красной Армии и партизан[2]. На могиле установлен обелиск с мемориальной доской. На доске надпись: «Здесь похоронены Герои Советского Союза Роман С. Д. и Сидельников В. М.». Перед обелиском мемориальные плиты с фамилиями захороненных воинов Советской Армии и партизан. На одной из них надпись «Здесь похоронено 1593 воина Советской Армии и партизан». Реконструирован в 2005 году.
- Обелиск на могиле воинов и партизан, погибших в период Великой Отечественной войны 1941-1945 гг. (номер воинского захоронения 3644)[3].
- Памятник на братской могиле Крука Михея Кондратьевича и Синкевича Марка Васильевича, погибших в годы Великой Отечественной войны (номер воинского захоронения 7317)[3].